# Spinaria westwoodi
Spinaria westwoodi är en stekelart som beskrevs av Cameron 1906. Spinaria westwoodi ingår i släktet Spinaria och familjen bracksteklar. Utöver nominatformen finns också underarten S. w. flavipennis.